# Département du Développement international

Armes de S.M. Gouv. (GB)

Le département du Développement international ((en) Department for International Development ou DfID) est un ancien département exécutif du gouvernement britannique responsable de l'aide humanitaire et de l'aide au développement au niveau international.
Il est dirigé par le secrétaire d'État au Développement international (Secretary of State for International Development).

## Historique
Créé en 1997 à partir de services du bureau des Affaires étrangères et du Commonwealth, il agit dans des domaines tels que l'enseignement, la lutte contre la corruption et l'environnement. Il est dissout le 2 septembre 2020, ses missions et activités étant reprises par le Foreign, Commonwealth and Development Office (FCDO), par fusion avec le Foreign and Commonwealth Office.
David Lammy, secrétaire d'État aux Affaires étrangères, du Commonwealth et du Développement, déclare le 8 février 2024 que cela a été « Une énorme erreur stratégique » dans une déclaration concernant la suppression de l'USAID, ajoutant que le Royaume-Uni avait « passé des années à revenir » dessus.

## Fonctions
Son objectif affiché est de travailler « pour favoriser le développement durable et éliminer la pauvreté dans le monde ».
Le total de l'aide publique au développement du Royaume-Uni en 2008 est de 6,8 milliards de livres sterling (0,43 % du PNB), contre 4,9 milliards (0,36 % du PNB) en 2007.
Durant l'année fiscale 2011-2012, il est de 8,950 milliards de £ dont 7,682 milliards (87%) passant par ce ministère.

## Direction
La dernière équipe ministérielle du DfID est en 2020 :
- Secrétaire d'État au Développement international : Anne-Marie Trevelyan, MP 
  - Ministre d'État au Moyen-Orient, à l'Afrique du Nord et au Développement international : James Cleverly, MP
  - Ministre d'État au Pacifique et à l'Environnement : Zac Goldsmith, PC
  - Ministre d'État à l'Asie : Nigel Adams, MP
  - Ministre d'État au Développement international : Tariq Ahmad
    - Sous-secrétaire d'État parlementaire à l'Afrique : James Duddridge, MP
    - Sous-secrétaire d'État parlementaire au Voisinage européen et aux Amériques : Wendy Morton, MP
    - Sous-secrétaire d'État parlementaire aux Territoires d'Outre-mer et au Développement durable : Liz Sugg
      - Secrétaire permanent : Matthew Mycroft.